# 富士学院
株式会社 富士学院（ふじがくいん）は、福岡県福岡市博多区に本部を置く医学部受験専門の予備校である。

## 沿革
- 1995年 福岡校を開校。
- 2007年 岡山校を開校。
- 2010年 名古屋校を開校。
- 2012年 鹿児島校を開校。
- 2016年 小倉校、東京校を開校。
- 2019年 東京十条校、大阪校を開校。東京校を東京御茶ノ水校に改称。
- 2020年 広島校（医学部進学塾）を開校。
- 2021年 京都校を開校。
- 2022年 横浜校（医学部進学塾）を開校。

## 富士ゼミ
- 既卒生対象。

## 個人指導
- 中学生、高校生、高卒生対象。

## 校舎
- 福岡校 福岡県福岡市博多区博多駅南三丁目2-1
- 岡山校 岡山県岡山市北区清心町3-27
- 名古屋校 愛知県名古屋市中村区名駅三丁目8-7 ダイアビル名駅1F・3F
- 鹿児島校 鹿児島県鹿児島市西田三丁目2-21-3 NUビル6F・7F
- 小倉校 福岡県北九州市小倉北区砂津3-2-18
- 東京御茶ノ水校 東京都千代田区神田淡路町2-23　菅山ビル2F・3F
- 東京十条校 東京都北区中十条2-9-13
- 大阪校 大阪府大阪市北区中崎西2-4-41
- 広島校 広島県広島市中区基町12-8 宝ビル2F
- 京都校 京都府京都市中京区壬生御所ノ内町35

## 参考資料
- 鶴蒔靖夫『医学部受験 富士学院の軌跡と奇跡 ─ 選抜制をとらずに生み出す圧倒的な合格力の秘密』IN通信社、2017